# Zhong Nanshan
Zhong Nanshan (en sinogramme simplifié 钟南山), né le 20 octobre 1936 est un pneumologue chinois. En 2003, il découvre le coronavirus du SRAS, révélant ainsi un mensonge d'état. Il est président de l’Association médicale chinoise de 2005 à 2009 et est actuellement rédacteur en chef du Journal of Thoracic Disease. Il est surtout connu pour avoir géré l'épidémie de SRAS dans la province du Guangdong en 2003. Il est l'un des 10 meilleurs scientifiques chinois en 2010. Il publie une étude en 2020 montrant l'efficacité du traitement du COVID-19 par la chloroquine.

## Biographie

### Naissance et éducation
Zhong naît le 20 octobre 1936 à Nanjing, dans la province du Jiangsu. Ses ancêtres sont originaires de Gulangyu, Xiamen et de Fujian.
Zhong réalise son internat au Centre pour les Sciences de la Santé de l'Université de Pékin (en). Il complète sa formation au St Bartholomew's Hospital de Londres et à l'école de Médecine d'Edimbourg entre 1979 et 1981, où il obtient son doctorat en médecine en 1981.

### Carrière
Zhong devient président de la Chinese Thoracic Society en 2000. Il devient président de l'Association médicale chinoise en 2005. Il est actuellement directeur de l'Institut des maladies respiratoires de Guangzhou et rédacteur en chef du Journal of Thoracic Disease.
Il est membre du Parti communiste et conseiller médical du gouvernement, et ses interventions sur la Covid-19 sont régulièrement relayées dans les médias.
Sa parole est particulièrement écoutée et lorsqu'il a déclaré que le SARS-CoV-2 « pourrait ne pas être originaire de Chine », tout l'appareil d'État chinois a repris en boucle la théorie comme quoi le virus n'est pas chinois et pourrait venir des États-Unis. Alors qu'il a lui même clarifié plus tard sa pensée en déclarant que la premier endroit où une maladie est découverte « n'est pas la source » .
Malgré son rôle officiel, il affirme dans le Journal of Thoracic Disease que le nombre de contaminations aurait été significativement réduit si des mesures drastiques avaient été prises trois semaines plus tôt, mais cette affirmation n'est pas relayée par les médias chinois.